# 쾰른 실내악단
쾰른 실내악단(Kölner Kammerorchester)은 독일 쾰른에 기반한 실내악단이다. 창단 이후 현재까지 헬무트 뮐러 브륄이 상임지휘를 맡고 있다.
헤르만 아벤드로트가 창단하고, 1964년 에리히 크락(Erich Kraak)이 이끌고 있었으며 헬무트 뮐러 브륄이 현재의 형태대로 재 창단하였다. 1986년까지는 원전 악기를 이용한 원전 연주를 했으나 이후 현대 악기로 바꾸고 고전음악 연주를 하고 있다. 낙소스에서 일련의 전집들이 나오고 있으며, 쾰른 필하모니아에서 정기적으로 Das Meisterwerk라는 원전 연주 시리즈를 열고 있다. 이는 파리의 샹젤리제 극장에서도 열리고 있다.